# Diamesa lupus
Diamesa lupus är en tvåvingeart som beskrevs av Willassen 1985. Diamesa lupus ingår i släktet Diamesa och familjen fjädermyggor.
Artens utbredningsområde är Alaska. Inga underarter finns listade i Catalogue of Life.